# Akakalis
Akakalis (lat. Aganisia, sin. Acacallis), rod trajnica iz porodice kaćunovki. U hrvatskom jeziku poznat je kao “akakalis”, po sinonimu Acacallis, a rasprostranjen je po tropskoj Južnoj Americi. Postoje tri vrste a najpoznatija vrsta je A. cyanea.
Akakalis u grčkom jeziku, Ἀκακαλλίς, ime je kretske princee, kćerke Minosa i Pasifaje.

## Vrste
1. Aganisia cyanea (Lindl.) Rchb.f.
2. Aganisia fimbriata Rchb.f.
3. Aganisia pulchella Lindl.